# 슈퍼 타이탄 15
슈퍼 타이탄 15는 1983년 방영된 SF 반공 애니메이션이다.

## 개요
1983년 박승철이 한국에서 제작, 상영된 반공 애니메이션으로 감독은 박승철이다. 작품이 상영될 당시 반공 분위기를 반영하여 공산당이 악역으로 등장하는 반공 애니메이션으로 제작되었다.

## 내용
우주에서 민박사가 탄 슈퍼 타이탄 7이 붉은별 군단과 싸우다 의문의 혹성에 갇혀 도움을 청하게 되고, 민박사의 아들과 고모가 은하철도 777호에 탑승하여 아버지가 갇혀있는 혹성으로 향하게 된다는 내용이다.

## 제작진
- 총지휘: 송용환
- 감독: 박승철
- 조감독: 박이남
- 각본: 박승철
- 제작: 조흥장
- 기획: 이완용
- 제작지휘: 조북삼
- 원화: 이시우
- 동화: 오규열,박해원 등
- 선화: 박부전
- 제럭스: 육관희
- 채화: 이재화,송옥자 등
- 미술효과: 배상중
- 미술감독: 오응환
- 촬영: 황영연
- 주제가: 정여진, 별셋
- 음악: 정민섭
- 편집: 현동춘
- 현상: 동양현상소
- 음향효과: 조인영
- 협찬: 삼성교재
- 진행: 박현주

## 같이 보기
- 은하철도 999